# Xian de Puge
Le xian de Puge (普格县 ; pinyin : Pǔgé Xiàn) est un district administratif de la province du Sichuan en Chine. Il est placé sous la juridiction de la préfecture autonome yi de Liangshan.

## Démographie
La population du district était de 136 647 habitants en 1999.